# Herb gminy Żelazków
Herb gminy Żelazków – symbol gminy Żelazków.

## Wygląd i symbolika
Herb przedstawia na tarczy w polu zielonym biały napis „ŻELAZKÓW”, nawiązujący do nazwy gminy, a pod nim czerwoną tarczę z żółtą bordiurą, na której umieszczono pałac w Żelazkowie (dziś mieści się tam siedziba władz gminy) oraz trzy złote kłosy zboża, symbolizujące rolniczy charakter gminy. 